# 内田市五郎
内田 市五郎（うちだ いちごろう、1936年 - ）は、日本の英文学者、共立女子短期大学名誉教授。
東京生まれ。1960年学習院大学文学部英文科卒、62年同大学院修士課程修了。共立女子短期大学教授、2007年定年退任、名誉教授。
エドガー・アラン・ポー研究のほか、蔵書票を研究した。2003年、Sir Augustus Wollaston Franks Certificateを国際蔵書票連盟（FISAE）より受けた。

## 著作リスト

### 単著
- 『西洋の蔵書票』日本古書通信社 こつう豆本　1992
- 『ポウ研究 肖像と風景』日本古書通信社 2007

### 共編著
- 『西洋の蔵書票 バイロスとアールヌーヴォー』編著 岩崎美術社 双書美術の泉 1982
- 『エドガー・アラン・ポウと世紀末のイラストレーション』編著 岩崎美術社 双書美術の泉 1987
- 『現代「書票」情報事典』中井昇共編著 つくし館 1989
- 『フィンゲステン・エロスの夢 アール・デコの蔵書票』編著 岩崎美術社 双書美術の泉 1989
- 『西洋のエロティック蔵書票』中井昇共編 つくし館 1998

### 翻訳など
- エドマンド・スペンサー『妖精の女王 注釈版 第3巻 第1篇-第6篇』共編注 水声社 1999
- J. G. ロックハート（英語版）『ウォルター・スコット伝』佐藤猛郎、佐藤豊、原田祐貨共訳 彩流社 2001

## 論文
- Cinii